# Derek Dooley
Derek Dooley MBE (* 13. Dezember 1929 in Sheffield; † 5. März 2008 ebenda) war ein englischer Fußballspieler, -trainer und -funktionär.

## Sportlicher Werdegang
Dooley wurde als Stürmer der Fußballmannschaft des Sheffielder YMCA von Lincoln City entdeckt, wo er zunächst einen Amateurvertrag unterzeichnete und zwei Jahre lang in der Reservemannschaft spielte. 1946 debütierte er für den Klub in der Third Division North. Er erzielte zwei Tore in zwei Spielen und bekam einen Teilzeitvertrag angeboten. Nachdem er jedoch als Spieler für die Sheffield & Hallamshire County Football Association im Northern Counties Championship im Sommer 1947 den Verantwortlichen von Sheffield Wednesday aufgefallen war, wechselte er anschließend zum seinerzeitigen Zweitligisten. Zunächst kam er jedoch auch hier nur in der Reservemannschaft zum Zug, in der er jedoch als regelmäßiger Torschütze reüssierte. In der Spielzeit 1949/50 debütierte er im Profifußball, beim Aufstieg der Mannschaft in die First Division blieb sein Spiel gegen Preston North End im März 1950 sein einziges Ligaspiel. Auch in der höchsten Spielklasse kam er nur zu einem Einsatz, der Klub stieg direkt wieder ab. Anfangs war er auch in der Second Division nur zweite Wahl, nach einem durchwachsenen Saisonstart setzte Eric Taylor auf ihn und er avancierte zum regelmäßigen Torschützen: mit 46 Saisontoren in 30 Meisterschaftsspielen führte er den Klub zur Zweitligameisterschaft in der Spielzeit 1951/52 und sich damit zum Zweitligatorschützenkönig. Auch in der höchsten Spielklasse war er torgefährlich und stand bis zum Valentinstag 1953 bei 16 Erstligatreffern. Am 14. Februar kollidierte er im Ligaspiel gegen Preston North End mit dem gegnerischen Torhüter George Thomson und zog sich einen zweifachen Bruch des Schienbeins zu. Unter dem Gips entstand eine zunächst unentdeckte Gangränentzündung, in deren Folge das Bein amputiert werden musste.
Nach dem abrupten Karriereende bestritt eine Sheffielder Stadtauswahl gegen eine internationale Auswahl ein als Testimonial bezeichnetes Benefizspiel. Zunächst fand er in der Firma eines Wednesday-Vorstandes eine Anstellung, ehe er 1962 erster Leiter der neu geschaffenen Nachwuchsakademie wurde. Im Januar 1971 übernahm er als Nachfolger von Danny Williams das Cheftraineramt des Klubs, der sich in der Second Division im Abstiegskampf befand. Nachdem er im ersten Jahr als 15. den Klassenerhalt geschafft hatte, landete er im folgenden Jahr mit der Mannschaft eine Platzierung besser. In der Spielzeit 1972/73 führte er zeitweise das Tableau an, letztlich rangierte der Klub im Endklassement auf dem zehnten Tabellenrang mit drei Punkten Rückstand auf den Tabellenvierten FC Middlesbrough. Nach einem schwachen Start in die folgenden Spielzeit und einem Wechsel des Vorstands im Dezember 1973 entschied sich die neue Vereinsführung zur Trennung von Dooley.
Enttäuscht verließ Dooley Sheffield und fand eine Anstellung in Leeds, ehe er 1974 beim Erzrivalen Sheffield United im mittleren Management anheuerte. Später rückte er beim Klub in den Vorstand auf und übernahm den Vorsitz. 1996 ging er zunächst in den Ruhestand, beim mittlerweile mit 4 Millionenen Pfund verschuldeten Klub kehrte er jedoch 1999 nochmals ins Amt zurück. Er holte Neil Warnock als Trainer, unter dem er Klub 2006 die Rückkehr in die Premier League schaffte. Anschließend trat Dooley erneut zurück.
1993 wurde er in Sheffield mit dem Freedom of the City ausgezeichnet, 2003 im Rahmen der New Year Honours im niedrigsten Rang mit dem Order of the British Empire als Member geehrt. Im gleichen Jahr erhielt er die Ehrendoktorwürde der Sheffield Hallam University.
Neil Warnock und Dave Bassett, zwischen 1988 und 1995 langjähriger United-Trainer, hielten bei der Beerdigung wenige Tage nach Dooleys Tod Trauerreden.